# Sur les pas des huguenots
Sur les pas des huguenots est un itinéraire de randonnée long de 1 600 km qui relie le musée du protestantisme dauphinois de Poët-Laval, dans la  Drôme au musée huguenot allemand de Bad Karlshafen dans la Hesse, en Allemagne. Il suit le tracé de l'exil des protestants français, notamment du Dauphiné, vers l'Allemagne et la Suisse après la révocation de l'édit de Nantes par Louis XIV  en 1685.

## Itinéraire
Le tracé part du musée protestant de Poët-Laval, passe par Mens, surnommé « la petite Genève des Alpes », par Grenoble, puis Genève, traverse le nord de la Suisse puis les lands allemands du Bade-Wurtemberg et de la Hesse et se termine à Bad Karlshafen où se trouve le  musée huguenot allemand,. Le chemin passe par de nombreuses implantations huguenotes et vaudoises. À Genève, il est rejoint par le sentier Via Valdesi venant du Piémont, dans le nord-ouest de l'Italie.
Initié par des communes allemandes, le projet est financé par le fonds européen LEADER. Il est devenu ensuite le fruit d'une coopération internationale entre la France, l'Allemagne, la Suisse et l'Italie et implique des collectivités locales traversées et des parcs régionaux.
Il a obtenu le label d'itinéraire culturel européen.
La partie française suit le GR 965 qui a été homologué dans le cadre de la création d'un guide de randonnée par la fédération française de la randonnée pédestre.
La partie suisse est composée de 630 km de sentiers, entre Genève et Barzheim.